# ULEB Eurokup 2009./10.
ULEB Eurokup 2009./10. je 8. izdanje drugog najjačeg natjecanja u Europi i drugo izdanje pod imenom Eurokup. Od osnutka 2002. godine ovo natjecanje nosilo je ime ULEB kup. 

## Momčadi koje nastupaju u ULEB Eurokupu
| U skupinama                                         | U skupinama | U skupinama                                           | U skupinama                                           | U skupinama                                           |
| Država                                              | Momčadi     | Momčadi (rangirane u nacionalnom prvenstvu 2008./09.) | Momčadi (rangirane u nacionalnom prvenstvu 2008./09.) | Momčadi (rangirane u nacionalnom prvenstvu 2008./09.) |
| --------------------------------------------------- | ----------- | ----------------------------------------------------- | ----------------------------------------------------- | ----------------------------------------------------- |
| Rusija (Superliga A)                                | 3           | UNIKS Kazan (3)                                       | Spartak Sankt Peterburg (4)                           | Triumf Ljuberci (5)                                   |
| Španjolska (Liga ACB)                               | 2           | DKV Joventut Badalona (5)                             | Kalise Gran Canaria (6)                               |                                                       |
| Turska (TBL)                                        | 2           | Türk Telekom Ankara (3)                               | Galatasaray CC İstanbul (4)                           |                                                       |
| Srbija (KLS)                                        | 2           | Crvena zvezda (2)                                     | Hemofarm (3)                                          |                                                       |
| Francuska (LNB Pro A)                               | 2           | SLUC Nancy (4)                                        | Cholet Basket (9)                                     |                                                       |
| Italija (Lega A Basket)                             | 2           | Angelico Biella (4)                                   | Virtus Bologna pobjednik EuroChallengea 2008./09.     |                                                       |
| Njemačka (BBL)                                      | 1           | Telekom Baskets Bonn (2)                              |                                                       |                                                       |
| Poljska (PLK)                                       | 1           | Turów Zgorzelec (2)                                   |                                                       |                                                       |
| Hrvatska (A1 Liga)                                  | 1           | Zadar (2)                                             |                                                       |                                                       |
| Litva (LKL)                                         | 1           | BC Šiauliai (3)                                       |                                                       |                                                       |
| Ukrajina (Superliga)                                | 1           | BC Azovmash Mariupol (1)                              |                                                       |                                                       |
| Češka (NBL)                                         | 1           | ČEZ Nymburk (1)                                       |                                                       |                                                       |
| Poražene momčadi u kvalif. krugu Eurolige 2009./10. |             |                                                       |                                                       |                                                       |
| Država                                              | Momčadi     | Momčadi (rangirane u nacionalnom prvenstvu 2008./09.) | Momčadi (rangirane u nacionalnom prvenstvu 2008./09.) | Momčadi (rangirane u nacionalnom prvenstvu 2008./09.) |
| Nepoznata kratica »«                                | 6           | ?                                                     |                                                       |                                                       |
| Kvalifikacijski krug                                |             |                                                       |                                                       |                                                       |
| Država                                              | Momčadi     | Momčadi (rangirane u nacionalnom prvenstvu 2008./09.) | Momčadi (rangirane u nacionalnom prvenstvu 2008./09.) | Momčadi (rangirane u nacionalnom prvenstvu 2008./09.) |
| Španjolska (Liga ACB)                               | 2           | Pamesa Valencia (7)                                   | Iurbentia Bilbao (8)                                  |                                                       |
| Rusija (Superliga A)                                | 1           | Dinamo Moskva (6)                                     |                                                       |                                                       |
| Turska (TBL)                                        | 1           | Beşiktaş CT İstanbul (5)                              |                                                       |                                                       |
| Francuska (LNB Pro A)                               | 1           | Chorale Roanne Basket (5)                             |                                                       |                                                       |
| Italija (Lega A Basket)                             | 1           | Bancatercas Teramo (6)                                |                                                       |                                                       |
| Grčka (ESAKE A1)                                    | 1           | Panellinios (5)                                       |                                                       |                                                       |
| Izrael (BSL)                                        | 1           | Hapoel Jeruzalem (4)                                  |                                                       |                                                       |
| Njemačka (BBL)                                      | 1           | Brose Baskets Bamberg (4)                             |                                                       |                                                       |
| Ukrajina (Superliga)                                | 1           | BC Donjeck (2)                                        |                                                       |                                                       |
| Belgija (Ligue Ethias)                              | 1           | Dexia Mons-Hainaut (2)                                |                                                       |                                                       |
| Latvija (LBL)                                       | 1           | BK VEF Rīga (3)                                       |                                                       |                                                       |
| Crna Gora (Opportunity Liga)                        | 1           | KK Budućnost (1)                                      |                                                       |                                                       |
| Cipar Divizija A                                    | 1           | Seastar APOEL (1)                                     |                                                       |                                                       |
| Nizozemska (FEB)                                    | 1           | MyGuide Amsterdam (1)                                 |                                                       |                                                       |
| Austrija (Admiral Liga)                             | 1           | WBC Kraftwerk Wels (1)                                |                                                       |                                                       |

## Kvalifikacije

### Prvo pretkolo
| Momčad #1             | Ukup. | Momčad #2            | 1. uta.       | 2. uta.       |
| --------------------- | ----- | -------------------- | ------------- | ------------- |
| MyGuide Amsterdam     | 1     | Dinamo Moskva        | 20. listopada | 27. listopada |
| Dexia Mons-Hainaut    | 2     | Pamesa Valencia      | 20. listopada | 27. listopada |
| WBC Kraftwerk Wels    | 3     | Beşiktaş CT İstanbul | 20. listopada | 27. listopada |
| BK VEF Rīga           | 4     | Panellinios          | 20. listopada | 27. listopada |
| Brose Baskets Bamberg | 5     | KK Budućnost         | 20. listopada | 27. listopada |
| BC Donjeck            | 6     | Iurbentia Bilbao     | 20. listopada | 27. listopada |
| Seastar APOEL         | 7     | Bancatercas Teramo   | 20. listopada | 27. listopada |
| Chorale Roanne Basket | 8     | Hapoel Jeruzalem     | 20. listopada | 27. listopada |

## Vanjske poveznice
- Službena stranica
- Službena stranica Eurobasketa

| Sezone ULEB Eurokupa          | Sezone ULEB Eurokupa |
| ----------------------------- | --- |
|                               | |
| Sezone natjecanja             | ULEB kup 2002./03. \| 2003./04. \| 2004./05. \| 2005./06. \| 2006./07. \| 2007./08. EuroCup 2008./09. \| 2009./10. \| 2010./11. \| 2011./12. \| 2012./13. \| 2013./14. \| 2014./15. \| 2015./16. \| 2016./17. \| 2017./18. |
|                               | |
| Bivša natjecanja ovog formata | Kup Koraća \| Saporta kup |
| ULEB kup                      | 2002./03. \| 2003./04. \| 2004./05. \| 2005./06. \| 2006./07. \| 2007./08. |
|                               | |
| EuroCup                       | 2008./09. \| 2009./10. \| 2010./11. \| 2011./12. \| 2012./13. \| 2013./14. \| 2014./15. \| 2015./16. \| 2016./17. \| 2017./18.                                                                                             |

| ULEB kup | 2002./03. \| 2003./04. \| 2004./05. \| 2005./06. \| 2006./07. \| 2007./08.                                                     |
|          | |
| EuroCup  | 2008./09. \| 2009./10. \| 2010./11. \| 2011./12. \| 2012./13. \| 2013./14. \| 2014./15. \| 2015./16. \| 2016./17. \| 2017./18. |

| Sezone ULEB Eurokupa          | Sezone ULEB Eurokupa |
| ----------------------------- | --- |
|                               | |
| Sezone natjecanja             | ULEB kup 2002./03. \| 2003./04. \| 2004./05. \| 2005./06. \| 2006./07. \| 2007./08. EuroCup 2008./09. \| 2009./10. \| 2010./11. \| 2011./12. \| 2012./13. \| 2013./14. \| 2014./15. \| 2015./16. \| 2016./17. \| 2017./18. |
|                               | |
| Bivša natjecanja ovog formata | Kup Koraća \| Saporta kup |
| ULEB kup                      | 2002./03. \| 2003./04. \| 2004./05. \| 2005./06. \| 2006./07. \| 2007./08. |
|                               | |
| EuroCup                       | 2008./09. \| 2009./10. \| 2010./11. \| 2011./12. \| 2012./13. \| 2013./14. \| 2014./15. \| 2015./16. \| 2016./17. \| 2017./18.                                                                                             |

| ULEB kup | 2002./03. \| 2003./04. \| 2004./05. \| 2005./06. \| 2006./07. \| 2007./08.                                                     |
|          | |
| EuroCup  | 2008./09. \| 2009./10. \| 2010./11. \| 2011./12. \| 2012./13. \| 2013./14. \| 2014./15. \| 2015./16. \| 2016./17. \| 2017./18. |

| Košarkaška natjecanja u sezoni 2009./10. | Košarkaška natjecanja u sezoni 2009./10.                                |
| ---------------------------------------- | ----------------------------------------------------------------------- |
|                                          |                                                                         |
| Košarkaške lige                          | NLB liga 2009./10. \| A-1 HKL 2009./10. \| 1. A SKL 2009./10.           |
|                                          |                                                                         |
| Europska košarkaška natjecanja           | Euroliga 2009./10. \| EuroChallenge 2009./10. \| ULEB Eurokup 2009./10. |
|                                          |                                                                         |
| Američka košarkaška natjecanja           | NBA 2009./10.                                                           |
|                                          |                                                                         |
| Europska prvenstva                       | Europsko prvenstvo u košarci – Poljska 2009.                            |

| Košarkaška natjecanja u sezoni 2009./10. | Košarkaška natjecanja u sezoni 2009./10.                                |
| ---------------------------------------- | ----------------------------------------------------------------------- |
|                                          |                                                                         |
| Košarkaške lige                          | NLB liga 2009./10. \| A-1 HKL 2009./10. \| 1. A SKL 2009./10.           |
|                                          |                                                                         |
| Europska košarkaška natjecanja           | Euroliga 2009./10. \| EuroChallenge 2009./10. \| ULEB Eurokup 2009./10. |
|                                          |                                                                         |
| Američka košarkaška natjecanja           | NBA 2009./10.                                                           |
|                                          |                                                                         |
| Europska prvenstva                       | Europsko prvenstvo u košarci – Poljska 2009.                            |